# 證誠寺 (東京都港区)
證誠寺（しょうじょうじ）は、東京都港区高輪にある浄土真宗本願寺派に属する寺院である。山号は護念山。

## 交通
- 東京メトロ/都営地下鉄三田線 白金高輪駅から徒歩10分
- 都営地下鉄浅草線 泉岳寺駅から徒歩10分